# 凌晨一吻
凌晨一吻（1967年—），原名譚永祥，香港爆竊積犯。曾經多次因為潛入公屋單位犯事被捕入獄。

### 背景
本名譚永祥的凌晨一吻只有中二程度，早年輟學後曾經從事非技術性散工，直至2004年。他對八、九十年代十分沉醉，懷念那時期的音樂和電影，又喜歡取日本人名字，故此以譚詠麟的歌曲「凌晨一吻」作為自己姓名。
凌晨一吻個性剛烈，易發脾氣，父母早逝，而且是獨生子，沒有結交任何朋友。他因為難以與人相處，工作不穩定，此後為了生計才會犯案。除了靠入屋爆竊維持生計外，他沒有任何職業，以綜援維生。
他本身居住於公屋單位，惟他入獄後，房屋署收回其單位，並將其個人物品棄置，包括價值一千多元的明星海報。出獄後的他無處容身，在公園、天橋底等地露宿，偶爾靠爆竊賺取金錢入住賓館。
2010年，他已經有10次爆竊紀錄，同年因為企圖潛入公屋單位爆竊，被警員撞破，被判監禁3年。而在2013年，更有18次爆竊紀錄，同年1月因為企圖潛入新界葵盛西邨兩個單位進行爆竊，被警方發現被捕，判囚三年半。他在2015年出獄後，又旋即犯案，以九龍及新界的公屋單位作為爆竊對象，他在9月17日爆竊竹園南邨單位失手後就擒。同年12月18日被判入獄四年，當時法官已指凌晨一吻是職業爆竊者，以爆竊為生，自1982年開始已累積31次爆竊案底，之前判刑亦起不了阻嚇作用。